# 红头鹦雀
红头鹦雀（学名：Erythrura cyaneovirens）是梅花雀科鹦雀属的一种，为萨摩亚群岛的常见物种。其全球活动范围有20,000至50,000平方千米。分布于亚热带或热带的低地湿润森林。该物种的保护状况被评为无危。